# Патриот (рестлер)
Дел Уилкс (англ. Del Wilkes, 21 декабря 1961, Колумбия — 30 июня 2021) — американский рестлер и игрок в американский футбол, более известный под псевдонимами Солдат (англ. The Trooper) и Патриот (англ. The Patriot). На протяжении девятилетней карьеры в рестлинге Уилкс выступал в American Wrestling Association, Global Wrestling Federation, All Japan Pro Wrestling, World Championship Wrestling, and the World Wrestling Federation.

## Карьера в американском футболе
Уилкса активно привлекали в качестве игрока линии атаки в средней школе Ирмо в Колумбии, где он играл за команду South Carolina Gamecocks. Несмотря на звездный статус в колледже, в 1985 году Уилксу не удалось попасть в команду НФЛ «Тампа-Бэй Бакканирс» и в «Атланта Фэлконс» в 1986 году. Когда футбол для Уилкса закончился, он занялся карьерой рестлера, которая показалась ему физически изнурительной, но финансово выгодной.

## Карьера в рестлинге

#### American Wrestling Association (1988—1991)
Дел Уилкс начал выступать в American Wrestling Association в 1988 году под своим настоящим именем, а затем боролся под именем Солдат. Он выписывал своим противникам штрафы после избиения в рамках своего образа полицейского, а также раздавал фанатам пластиковые полицейские жетоны, когда выходил на ринг и уходил с него. 11 августа 1990 года Солдат выиграл титул командного чемпиона мира AWA вместе с Ди Джей Петерсоном на последнем телевизионном выпуске AWA. Петерсон и Солдат стали последними командными чемпионами AWA.

#### Global Wrestling Federation (1991—1992)
Затем Уилкс перешел в Global Wrestling Federation и стал выступать под именем Патриот, в 1991 году он стал первым телевизионным чемпионом GWF. Вскоре после этого Патриот враждовал с Элом Пересом за титул чемпиона GWF в тяжелом весе, который он завоевал 10 августа, но победа была оспорена. Через две недели он снова выиграл титул в матче-реванше с Пересом. В сентябре 1991 года в GWF появился человек, называющий себя Темным Патриотом. В течение нескольких месяцев он насмехался над Патриотом и утверждал, что он — темная сторона Патриота. 31 января 1992 года Темный Патриот встретился с Патриотом в матче за титул. Патриот потерял титул и покинул GWF.

#### World Wrestling Federation (1991—1992)
6 мая 1991 года, выступая под именем Солдат, Уилкс получил пробный матч на шоу WWF Superstars в Рокфорде, Иллинойс, где он победил WT Джонса. На следующий день в Грин-Бэй, Висконсин, на шоу Wrestling Challenge Уилкс победил Тома Стоуна. Он вернулся 12 ноября 1991 года в темном матче на записи Wrestling Challenge в Спрингфилде, Массачусетс. Выступая на этот раз под именем Патриот, Уилкс победил Бруклин Броулера. Затем он принял участие в пяти матчах в марте 1992 года, выступая под именами Дел Уилкс или Патриот, встречаясь с Риком Мартелом, Като и Репо-меном.

#### All Japan Pro Wrestling (1992—1994)
В 1992 году, во время своего пребывания в GWF, Уилкс выступал в All Japan Pro Wrestling. Он имел успех с Джеки Фултоном, который выступал под именем «Орёл», чтобы соответствовать образу Патриота. 2 июня 1993 года Патриот и Орёл победили Кента Кобаши и Цуёши Кикучи и выиграли командное чемпионство All Asia. Патриот и Орёл удерживали титулы в течение трех месяцев, в конечном итоге проиграв их 9 сентября 1993 года Дагу Фурнасу и Дэну Кроффату.

#### World Championship Wrestling (1994—1995)
В 1994 году Уилкс подписал контракт с World Championship Wrestling, где сформировал команду с Маркусом Александром Багвеллом под названием «Звёзды и полосы». Они враждовали с Полом Орндорффом и Полом Ромой за титул командных чемпионов мира WCW. Обе команды боролись за титулы и обменивались победами в матчах без титулов на кону в течение нескольких месяцев. «Звезды и полосы» победили Орндорффа и Рому 24 сентября 1994 года на WCW Saturday Night. В течение месяца «Звезды и полосы» удерживали титулы, но на Halloween Havoc 1994 года снова проиграли их Орндорффу и Роме. 16 ноября 1994 года на Clash of the Champions XXIX «Звезды и полосы» вернули себе титулы в матче, где на кону стояла маска Патриота. Три недели спустя, 8 декабря, «Звезды и полосы» проиграли титулы «Гарлемской жаре» (матч транслировался в выпуске WCW Saturday Night от 14 января 1995 года). Уилкс продолжал выступать за WCW еще несколько месяцев, пока не ушел в мае 1995 года.

#### Возвращение в AJPW (1995—1997)
После неявки на шоу Slamboree в мае 1995 года Уилкс вернулся в AJPW. Он быстро сформировал команду с Джонни Эйсом. 30 августа 1995 года Уилкс и Эйс бросили вызов «Священной армии демонов» за титул чемпиона мира среди команд, но проиграли.
Летом 1996 года Уилкс сформировал команду с Кента Кобаши, 12 октября 1996 года они бросили вызов Стиву Уильямсу и Джонни Эйсу за титул чемпиона мира среди команд, но потерпели поражение.
В начале 1997 года Уилкс и Кобаши воссоединились с Джонни Эйсом, и все трое образовали группировку GET (Global, Energetic, Tough). Участие Уилкса в группировки продлилось всего несколько месяцев, так как в июле 1997 года он покинул All Japan.

#### World Wrestling Federation (1997—1998)
30 июня 1997 года Уилкс победил Рокабилли на шоу Raw is War в Де-Мойне, Айова. Его дебют на телевидении состоялся две недели спустя на Raw is War 14 июля 1997 года, где он начал вражду с Бретом Хартом. Предпосылкой этой вражды было то, что Харт только что основал свою антиамериканскую группировку «Основание Хартов», а Патриот был человеком, который выступал в защиту Соединенных Штатов Америки. Он носил маску с американскими звездами и полосами и нес флаг США (используя патриотическую музыку, которая пару лет спустя будет использована для Курта Энгла). Он победил Харта на телевидении в матче 28 июля 1997 года после вмешательства Шона Майклза. 11 августа 1997 года Патриот в команде с Кеном Шемроком сразился с командой Британского Бульдога и Оуэна Харта, Патриот удержал Британского Бульдога. Уилкс бросил вызов Харту за титул чемпиона WWF на шоу Ground Zero: In Your House, где Харт заставил его сдаться от захвата Sharpshooter. На шоу One Night Only Уилкс победил Флэша Фанка. На шоу Badd Blood: In Your House Уилкс объединился с Вейдером против Брета Харта и Британского Бульдога, но проиграл матч. После Badd Blood Патриот должен был выступить в команде с Вейдером, Голдастом и Марком Меро в составе Team USA на Survivor Series 1997, но за несколько недель до этого он получил разрыв трицепса, и его заменил Стив Блэкмен. Уилкс участвовал в своем последнем телематче WWF 1 ноября 1997 года в эпизоде Shotgun Saturday Night, где он проиграл Джиму Нейдхарту по дисквалификации. Он был уволен в начале 1998 года.

## Личная жизнь
После ухода из WWF Уилкс завершил карьеру из-за вышеупомянутого разрыва трицепса. Уилкс признался, что употреблял анаболические стероиды и кокаин во время своей карьеры, начиная с футбольных времен в колледже. В 2002 году он провел девять месяцев в тюрьме за подделку рецепта на болеутоляющие средства. В конце концов Уилкс бросил наркотики и поселился в Колумбии, Южная Каролина, где работал продавцом автомобилей Nissan.
В интервью, данном 25 июля 2007 года репортеру WACH Джастину Киру, Уилкс обсуждал свою карьеру, употребление стероидов, трагедию Криса Бенуа и различные другие темы. Последние два вопроса Кира касались прощания с фанатами и советов молодым рестлерам. Уилкс призвал молодых рестлеров «учиться на наших ошибках». Он сказал, что пятьдесят человек, с которыми он когда-то боролся на ринге, уже умерли. Уилкс выступал в эпизодах № 232 и № 278 подкаста The Steve Austin Show. В 2015 году его документальный фильм «За маской» был выпущен на DVD.
Уилкс умер от сердечного приступа 30 июня 2021 года в возрасте 59 лет.

## Титулы и достижения
- All Japan Pro Wrestling
  - All Asia Tag Team Championship (1 раз) — с Орлом
  - January 2 Korakuen Hall Heavyweight Battle Royal (1996)
- American Wrestling Association
  - AWA World Tag Team Championship (1 раз) — с Ди Джей Петерсон
- Global Wrestling Federation
  - GWF North American Heavyweight Championship (2 раза)
  - GWF Television Championship (1 раз, первый)
  - GWF Television Championship Tournament (июнь 1991)
  - GWF North American Heavyweight Championship Tournament (1991)
- Pro Wrestling Illustrated
  - Самый вдохновляющий рестлер года (1991)
  - № 55 в топ 500 рестлеров в рейтинге PWI 500 в 1991 году
- World Championship Wrestling
  - Командный чемпион мира WCW (2 раза) — с Маркусом Александром Багвеллом